# 벨보이

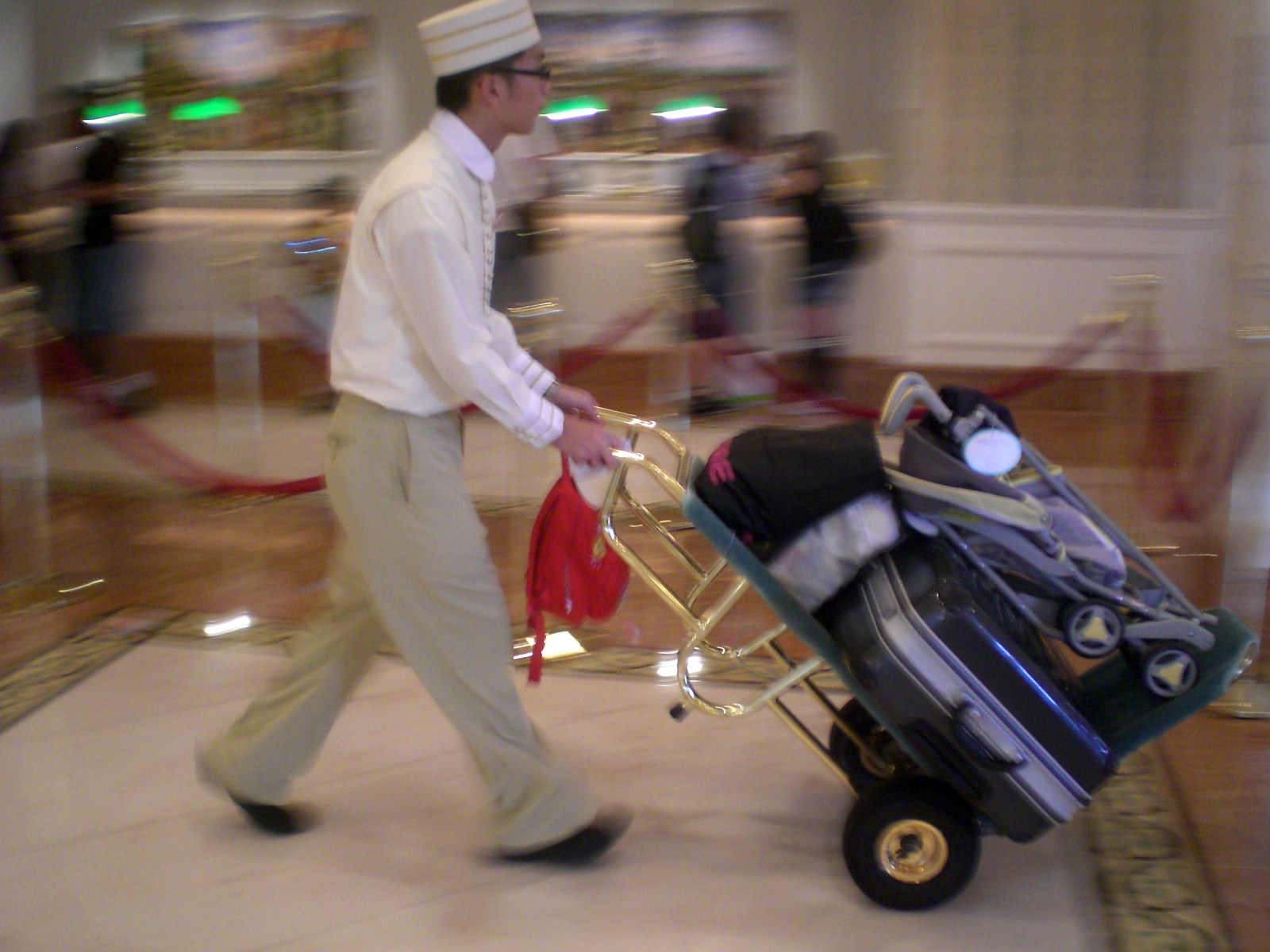
홍콩 디즈니랜드 호텔의 벨보이

벨보이(영어: bellboy, bellhop(북아메리카), hotel porter(국제사회))는 호텔의 서비스 직종 중 하나이다. 호텔에서 손님들이 체크인 또는 체크아웃할 때 짐 등을 방이나 로비까지 운반하고 안내하는 것을 업무로 한다. 이외에도 객실 및 비상구 등의 시설 안내, 택시 준비 등 기초적인 컨시어지 역할을 할 수 있다. 원칙적으로 도어맨 등과 같이 모자 등의 제복 착용이 의무화되어 있다.